# Juan Esteban Constaín
Juan Esteban Constain Croce (Popayán, 1979) es un escritor y columnista colombiano.

## Carrera
Constaín nació en 1979 en la ciudad de Popayán, capital del departamento del Cauca. Publicó su primer libro en 2005, una colección de cuentos titulada Los mártires. Su primera novela fue publicada tres años después, titulada El naufragio del Imperio. Su segunda novela, ¡Calcio!, que trata sobre los probables orígenes del fútbol, ganó el premio Espartaco en la categoría de novela histórica. Su obra de 2014 El hombre que no fue jueves fue un homenaje a la clásica novela de G.K. Chesterton The Man Who Was Thursday. Se convirtió en un superventas en Colombia y ganó el premio Biblioteca de Narrativa Colombiana. El autor publicó además un libro sobre el nobel Gabriel García Márquez titulado Gabo contesta (2015). En 2019 publicó el libro Álvaro, su vida y su siglo, dedicado a la vida y obra del político Álvaro Gómez Hurtado.
Constain vive y trabaja en Bogotá, donde enseña relaciones internacionales en la Universidad del Rosario. También es traductor y columnista de prensa. En 2017 fue incluido en la lista Bogotá39, una selección de los mejores escritores jóvenes de América Latina.